# Август Шьотензак

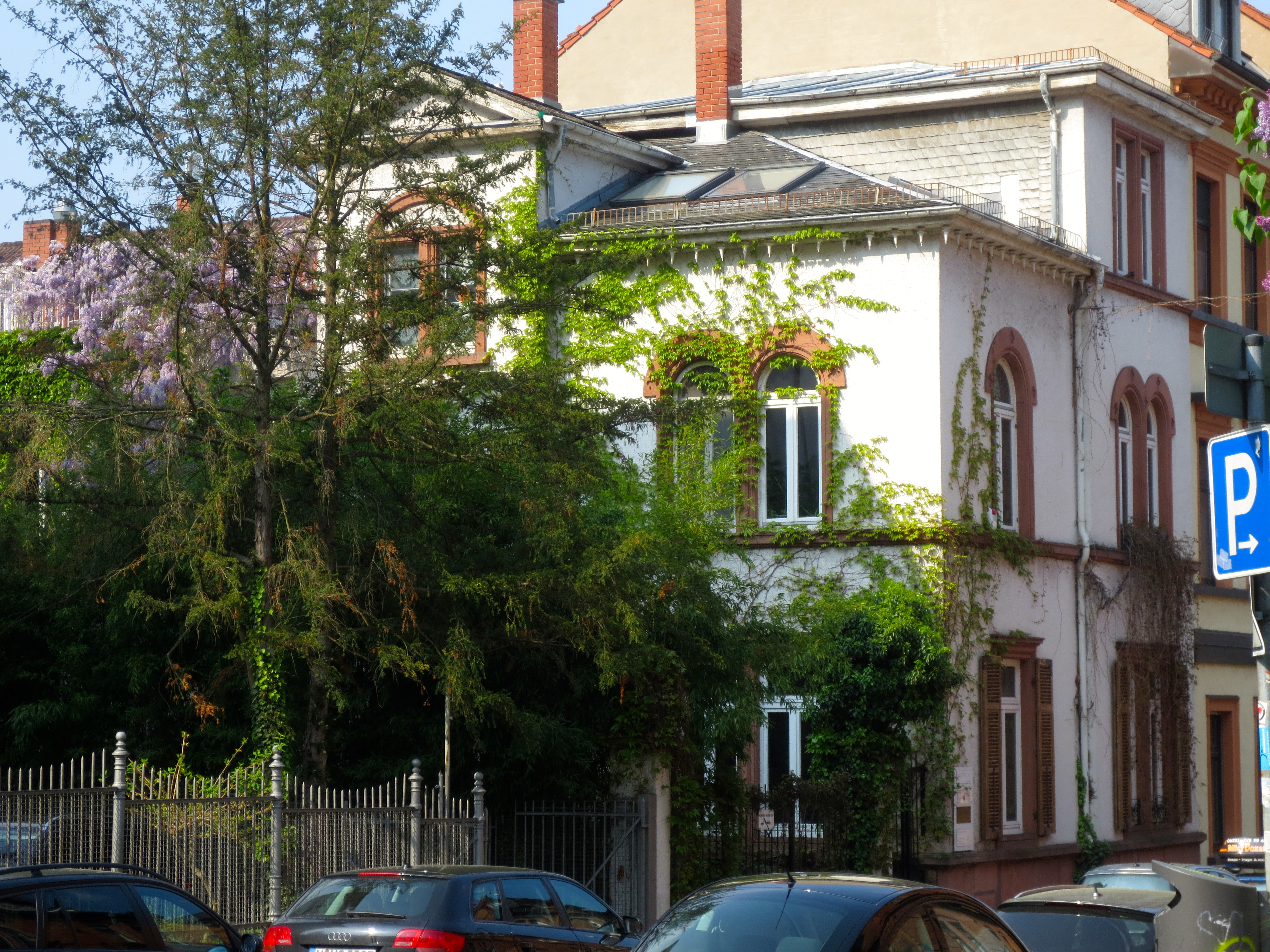
Август Шьотензак виріс у цьому будинку на Вестштадт Блуменштрассе 1 у Гейдельберзі. Він жив тут зі своїми батьками та братом Отто Шетензаком молодшим, який пізніше працював і жив у цьому будинку як практикуючий адвокат.

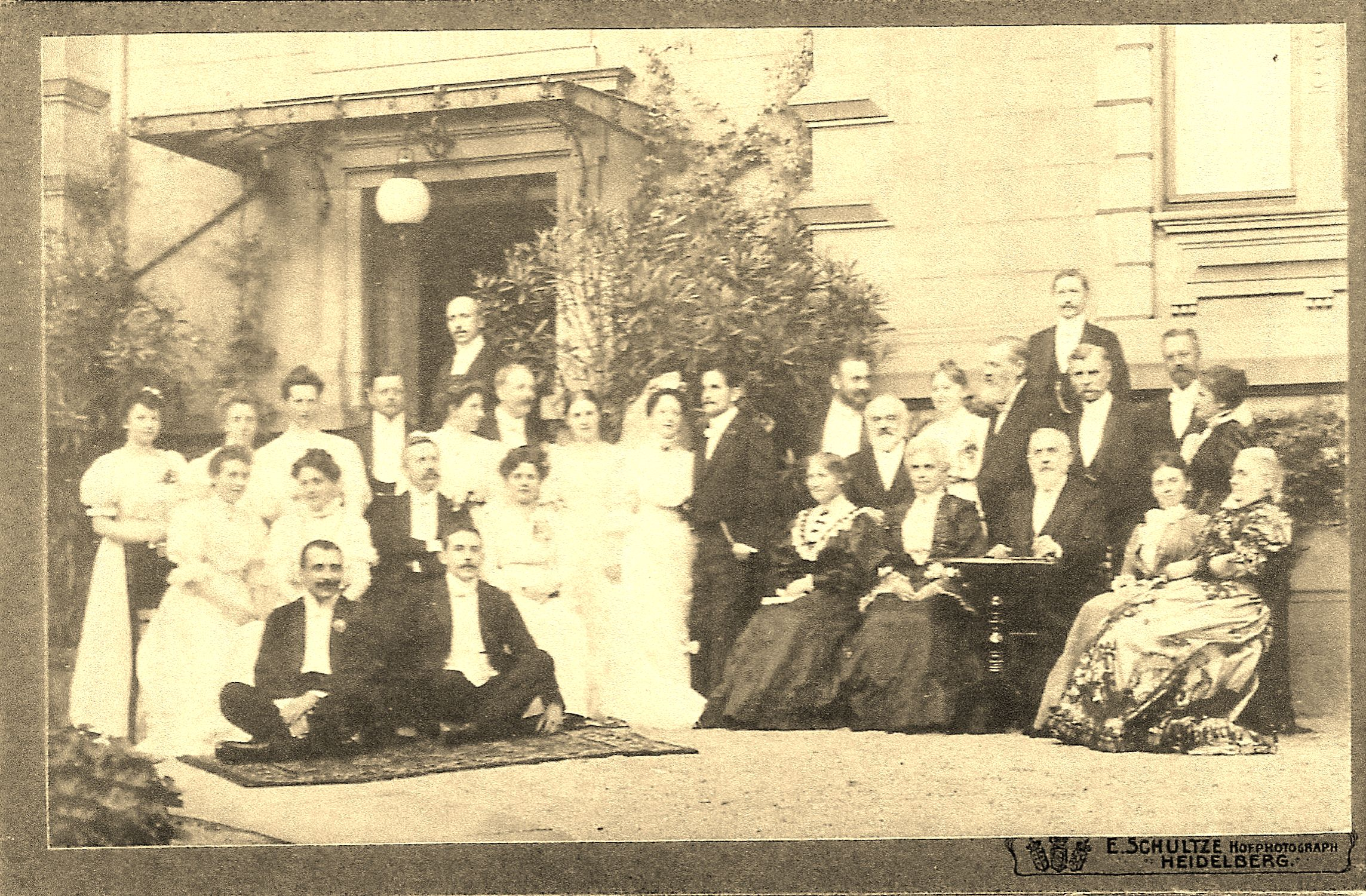
Весільне фото Августа Шьотензака з Луїзою Бюлов. Весілля відбулося 5 серпня 1906 року в каплиці Гейдельберзького замку, сфотографоване перед віллою Бюлов на Гайсбергштрассе, 81 у Гейдельберзі. На фотографії зображені Оскар фон Бюлов з дружиною Софі, уродженою Хауг, Отто Шьотензак з дружиною Марією, наречений і наречена, брати та сестри нареченого і нареченої, інші родичі та друзі.

Август Отто Шьотензак (нім. August Otto Schoetensack; народився 31 січня 1880, Людвіґсгафен — 29 жовтня 1957, Вюрцбург) — німецький вчений-юрист і професор кримінального та кримінально-процесуального права.

## Життєпис
Август Шьотензак — син антрополога і палеонтолога Отто Шьотензака та його дружини Марії Шьотензак, уродженої Шнайдер, дочки лікаря з Людвіґсгафена-на-Рейні. 5 серпня 1906 року в Гейдельберзі Август Шотензак одружився з Теофанією Марією Луїзою Бюлов, донькою вченого-юриста Оскара фон Бюлова. У шлюбі Шьотензака з Луїзою Бюлов народилися діти Отгайнріх, Фрідріх і Вольфганг.
Август Шьотензак здобував середню освіту у гімназії курфюста Фрідріха у Гейдельберзі. Шьотензак продовжив навчання у Женевському та Лейпцизькому університетах, де вивчав кримінальне право у Карла Біндінга, а також в університеті Рупрехта-Карла в Гейдельберзі, право та філологію. У 1904 році він здобув докторський ступінь у Гейдельберзі, захистивши дисертацію «Кримінальний процес Кароліни» (нім. Strafprozess der Carolina).
У 1906 році в Університеті Юліуса Максиміліана у Вюрцбурзі під керівництвом Фрідріха Откера він був габілітований за роботу «Процес конфіскації» (нім. Der Konfiskationsprozess). Шьотензак викладав у Вюрцбурзі як приват-доцент з 1906 р.; у 1910 році він був призначений доцентом Вюрцбурзького університету. 1 квітня 1913 року Шьотензак погодився на посаду повного професора кримінального права та кримінально-процесуального права Базельського університету.
У 1922 році він прийняв посаду повного професора в Університеті Еберхарда Карла в Тюбінгені. У 1934 році Август Шьотензак замінив Фрідріха Отекера на посаді емерита кримінально-процесуального права та добровільної юрисдикції в університеті Вюрцбурга.
Август Шьотензак був членом Націонал-соціалістичної академії німецького права Ганса Франка. У 1934 році Шьотензак був головою підкомітету з кримінального права в Академії німецького права. Разом з Рудольфом Крістіансом та Гансом Айхлером, Шьотензак був автором «Меморандуму Комітету кримінально-виконавчого права кафедри кримінального права Академії німецького права» під назвою «Основні риси німецького кримінально-виконавчого права». Головою Головного комітету кримінального права був Роланд Фрайслер. Проєкт кримінального кодексу, який Шьотензак написав разом із правознавцем і професором Фрідріхом Откером до 1937 року, не зберігся.
10 серпня 1945 року Августа Шьотензака було звільнено, потім поновлено на посаді та звільнено з посади вдруге 30 листопада 1947, але це рішення було скасовано як недійсне. У 1952 році Шотензак був відзначений статусом емерита. Стаття присвячена Шетегзанку опублікована в Neue Juristische Wochenschrift за 1955 рік, стор. 133 (автор Макс Кольхаас).

## Науковий доробок
- 1904 Der Strafprozess der Carolina, Dissertation
- 1906 Der Konfiskationsprozess, Habilitation
- 1909 Unbestimmte Verurteilung
- 1936 Grundzüge eines deutschen Strafvollstreckungsrechts
- 1937 Grundfragen des neuen Strafverfahrensrechts